# Konvex polyeder

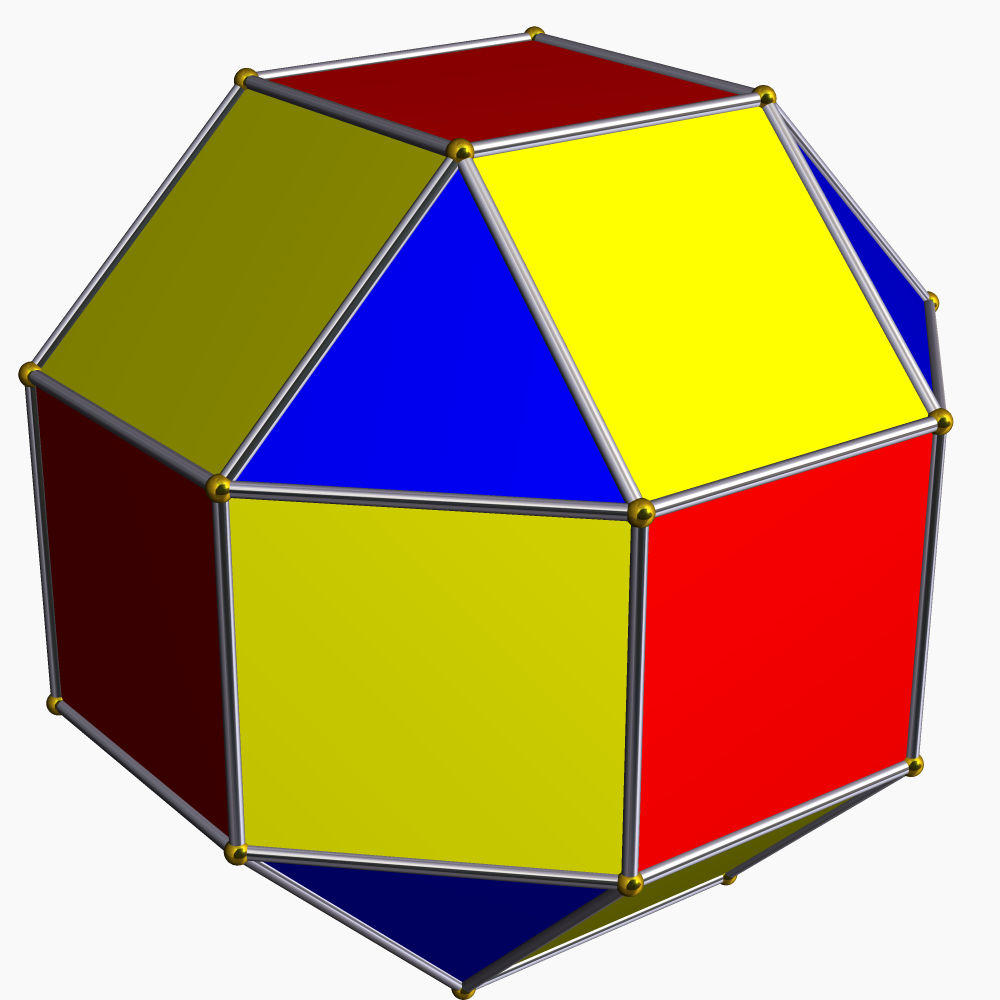
Rombkuboktaedern är en konvex polyeder.

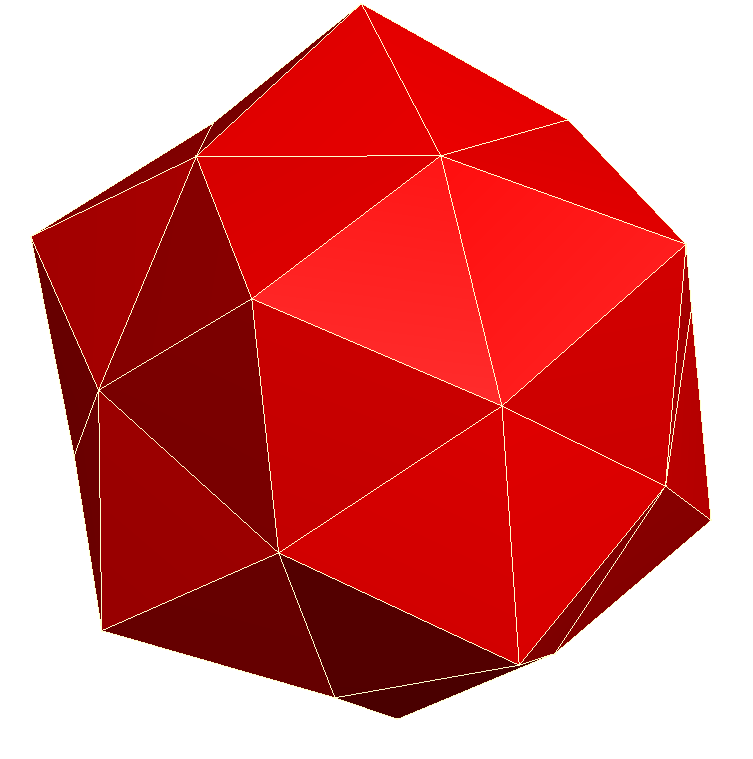
Stjärndodekaedern är en konkav polyeder.

Inom geometrin är en konvex polyeder en polyeder sådan att alla punkter inom polyedern kan förbindas med räta linjer som ligger inom densamma, det vill säga att alla inre punkter är en konvex mängd. En polyeder som inte är konvex är konkav. Således: om en polyeder har två hörn vars räta förbindelselinje inte går helt inom polyedern (inklusive dess rand) så är polyedern konkav.